# Église catholique au Tchad

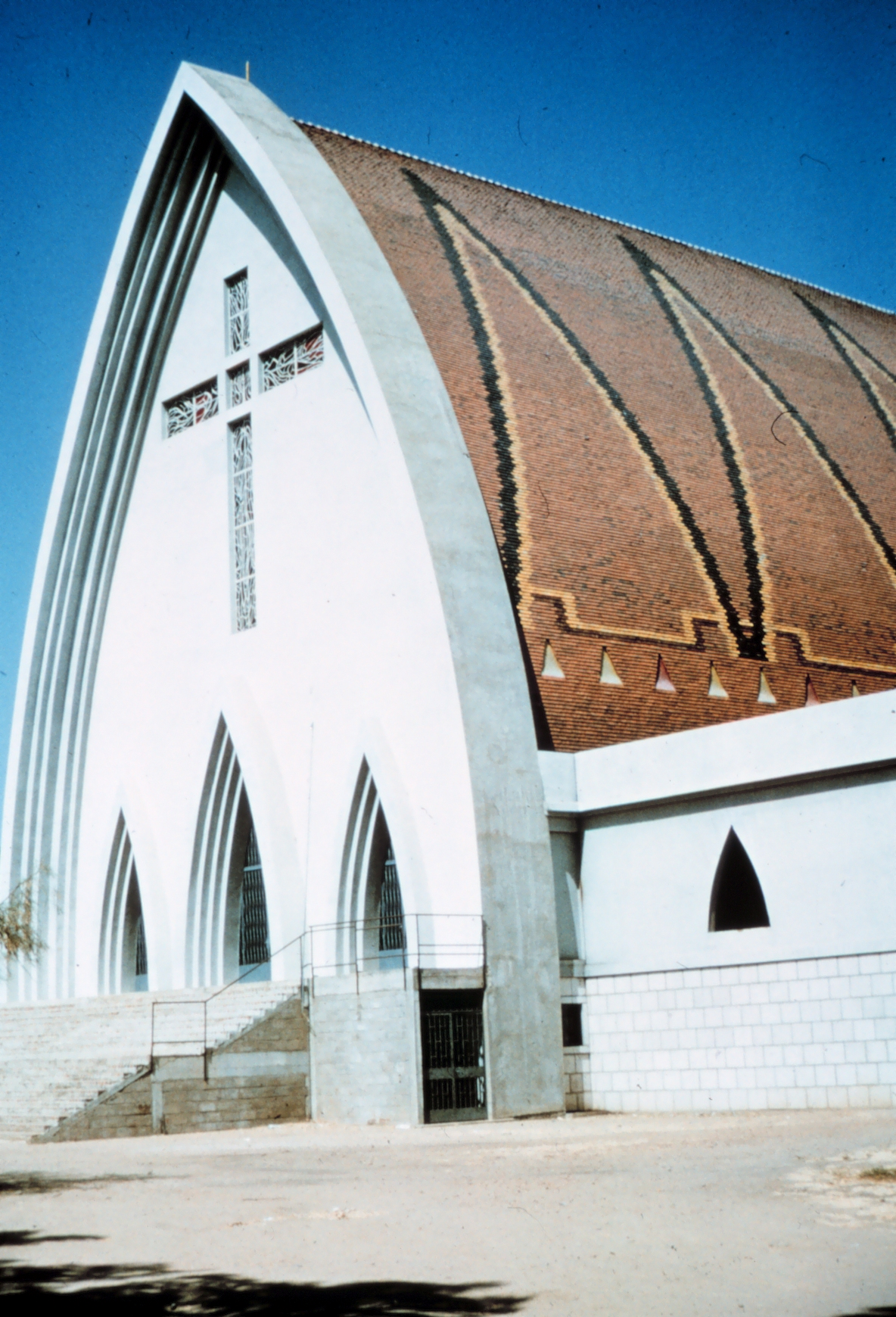
Cathédrale Notre-Dame de N'Djaména

L'Église catholique au Tchad, plus connue sous l'appellation mission catholique, est présente depuis le début du XXe siècle. Les premiers missionnaires sont arrivés à Fort Lamy (N'Djaména) et à Moundou au Sud. Pays laïc, la population du Tchad est constituée de chrétiens (catholiques et protestants) et de musulmans. La communauté catholique au Tchad est constituée en majorité des chrétiens vivant au Sud et au centre du pays. Elle représente plus de 25 % de la communauté chrétienne au Tchad.

## Historique

Image de l’église Notre-Dame de N'Djaména

L'implantation du catholicisme au Tchad a été tardive si on la compare avec la situation dans les autres pays d'Afrique, puisqu'elle date des années 1930. Le Tchad dépendait alors du vicariat catholique de Khartoum au Soudan, aux mains des Italiens ; les Français étaient donc méfiants.
En 1929, deux Pères Spiritains, venus de Bangui s'installent à Kou, près de l'actuel Moundou. Le 22 mars 1946, un décret du Vatican crée trois juridictions pour les Jésuites, les Oblats de Marie et les Capucins en quatre diocèses, Fort-Lamy, Fort-Archambault, Moundou et Pala.
Le 31 janvier 1990, Jean-Paul II a visité le Tchad.

## Situation actuelle

### Organisation territoriale
Le Tchad est divisé en huit entités géographiques, un archidiocèse métropolitain et ses sept juridictions suffragantes:
- L'archidiocèse métropolitain de N'Djamena
  - le diocèse de Moundou,
  - le diocèse de Sarh,
  - le diocèse de Pala,
  - le diocèse de Doba,
  - le diocèse de Laï,
  - le diocèse de Goré,
  - Le diocèse de Koumra,
  - le vicariat apostolique de Mongo.